# Asplenium presolanense
Asplenium presolanense là một loài dương xỉ trong họ Aspleniaceae. Loài này được J.C.Vogel & Rumsey mô tả khoa học đầu tiên năm 1998.
Danh pháp khoa học của loài này chưa được làm sáng tỏ. 